# Nepenthes treubiana
Nepenthes treubiana Warb., 1891 è una pianta carnivora della famiglia Nepenthaceae, endemica della Nuova Guinea, dove cresce a 0–80 m.

## Conservazione
La Lista rossa IUCN classifica Nepenthes treubiana come specie a rischio minimo (Least Concern).